# مونیتور آلاگواس
مونیتور آلاگواس (به انگلیسی: Brazilian monitor Alagoas) یک کشتی بود که طول آن ۳۹ متر (۱۲۷ فوت ۱۱ اینچ) بود. این کشتی در سال ۱۸۶۷ ساخته شد.